# Государственный лесной реестр Российской Федерации
Государственный лесной реестр Российской Федерации — систематизированный свод документированной информации о лесах на территории Российской Федерации, об их использовании, охране, защите, воспроизводстве, о лесничествах и о лесопарках.
В государственном лесном реестре содержится документированная информация:
- о составе земель лесного фонда, составе земель иных категорий, на которых расположены леса
- о лесничествах, лесопарках, их лесных кварталах и лесотаксационных выделах
- о защитных лесах, об их категориях, об эксплуатационных лесах, о резервных лесах
- об особо защитных участках лесов, о зонах с особыми условиями использования территорий
- о лесных участках
- о количественных, качественных, об экономических характеристиках лесов и лесных ресурсов
- об использовании, охране, о защите, воспроизводстве лесов, в том числе о лесном семеноводстве
- о предоставлении лесов гражданам, юридическим лицам

Внесение информации в реестр и её изменение осуществляются на основании документов, перечень, формы и порядок подготовки которых устанавливаются уполномоченным федеральным органом исполнительной власти.
Информация, содержащаяся в реестре, относится к общедоступной, за исключением информации ограниченного доступа, доступ к которой ограничен федеральными законами.
Ведение реестра, внесение в него изменений осуществляются органами государственной власти, органами местного самоуправления в пределах их полномочий, определённых в соответствии с Лесным кодексом Российской Федерации, по формам и в порядке, установленном уполномоченным Правительством Российской Федерации федеральным органом исполнительной власти.
Уполномоченный федеральный орган исполнительной власти осуществляет обобщение документированной информации, содержащейся в реестре.
До 2009 года документ аналогичного содержания назывался «Государственный учёт лесного фонда».